# 정해 (고려)
정해(鄭瑎, 1254년 ~ 1305년)은 고려 후기의 문신이다. 자는 회지(晦之), 초명은 현개(玄繼)이고 시호는 장경(章敬)이며 본관은 청주정씨이다.

## 이력
- 1292년 충렬왕 때 우승지가 되었다.
- 1298년 지밀직사사(知密直司事)에 올랐으나, 한희유(韓希愈)를 무고(誣告)한 사건으로 이듬해 파직되었다.[3]